# John H. Gagnon
John H. Gagnon (* 22. November 1931 in Fall River, Massachusetts; † 11. Februar 2016 in Palm Springs, Kalifornien) war ein US-amerikanischer Soziologe und Sexologe und zuletzt Professor an der State University of New York at Stony Brook. Innerhalb der Deutschen Gesellschaft für Sozialwissenschaftlichen Sexualforschung war er Mitglied des Internationalen Kuratoriums.

## Wissenschaftliche Positionen
John Gagnon entwickelte zusammen mit William S. Simon das Konzept der Sexuellen Skripte. Diese Theorie sagt aus, dass das sexuelle Verhalten und Erleben vom eigenen, subjektiven Verständnis der eigenen Sexualität beeinflusst wird. Insbesondere in Kindheit und Jugend, aber auch danach, werden Stimulus-Response-Muster und Bedeutungsinhalte und -zusammenhänge in Bezug zur Sexualität von Sozialisationsinstanzen in einem Lernprozess angeeignet und kommen daraufhin zur Anwendung. Es wird erlernt, was überhaupt als sexuell definiert wird und welches Verhalten in solchen Situationen folgen soll. Die Theorie basiert auf dem Symbolischen Interaktionismus. Da das Sexualverhalten damit vordergründig sozialwissenschaftlich erklärt wurde, als ein Prozess des komplexen Lernes, lehnen die Autoren die Idee eines Sexualtriebs ab.

## Veröffentlichungen (Auswahl)
- mit William S. Simon: Sexual Conduct. The Social Sources of Human Sexuality. 1973.
- Gender Preference in Erotic Relations. The Kinsey Scale and Sexual Scripts. 1990.
- mit Robert T. Michael, Edward O. Laumann und Gina Colat: Sexwende. Liebe in den 90ern. München 1994.